# Madabalu, Alur
Madabalu là một làng thuộc tehsil Alur, huyện Hassan, bang Karnataka, Ấn Độ.